# (35586) 1998 HG54
1998 HG54 (asteroide 35586) é um asteroide da cintura principal. Possui uma excentricidade de 0.04720400 e uma inclinação de 11.98750º.
Este asteroide foi descoberto no dia 21 de abril de 1998 por LINEAR em Socorro.